# Негаге
Негаге (порт. Negage) — город и муниципалитет провинции Уиже на севере Анголы. Расположен на реке Кауа.
По переписи 2014 года количество жителей муниципалитета составляло 137 559 человек, в городе — 92 950 человек. Площадь — 2019 км². Плотность — 234,1 чел / км². В составе муниципалитета 3 коммуны: Негаге, Димука и Киссеке.

## Колониальный период
Основан в 1925 году португальскими поселенцами. Название происходит от деревни народа кимбунду. Во время колониальной войны Португалии в 1961 году аэродром Негаге был важной военно-воздушной базой португальских вооружённых сил. В июне 1970 года получил статус города. Открылась миссия ордена капуцинов со школой, поликлиникой и церковью, построенной в 1970 году. До 1975 года — в составе бывшей португальской колонии.

## Современное состояние
В ходе правительственных мер по развитию инфраструктуры после заключения мирного договора в 2002 году до 2011 года были построены различные новые дороги, которые соединяют Негаге со столицей провинции и близлежащими городами. Через город проходит трансафриканский автомобильный маршрут шоссе Триполи-Кейптаун. В городе имеется аэропорт с кодом ИАТА GXG.
Климат — сухой, тропический. Почвы пригодны для сельскохозяйственной обработки, поэтому регион известен производством кофе. Другими важными культурами являются хлопок, маниока, рис, батат, фасоль, кукуруза, бананы и другие фрукты, такие как маракуйя, ананас, гуайява и цитрусовые. Важное значение приобретает животноводство.